# Blason du Loiret
Le blason du Loiret est un blason français représentant le département du Loiret situé dans la région Centre-Val de Loire. Il fut créé vers 1950 par Robert Louis, dessinateur héraldiste officiel de la commission des sceaux et armoiries de l'État et a été officiellement adopté par le Conseil général du Loiret et la Commission d'héraldique urbaine du Loiret le 10 octobre 1964.

## Blasonnement
| Blason du Loiret | Les armes du Loiret se blasonnent ainsi : D'azur à la devise ondée d'argent accompagnée de trois fleurs de lys d'or, le tout surmonté d'un lambel d'argent. |

Le blason tire son origine des armes du Duché d'Orléans dont l'essentiel du département du Loiret est issu. Ces dernières se blasonnaient « D'azur semé de fleurs de lys d'or au lambel d'argent » jusqu'au XIVe siècle et « D’azur aux trois fleurs de lys d’or posées 2 et 1, au lambel d’argent » à partir du XIVe siècle. Sur le blason du Loiret, a été ajouté, une onde d'argent représentant la Loire ou le Loiret qui a donné son nom au département.